# Harrisleehof
Harrisleehof (seltener auch: Harrislee-Hof; dänisch Harreslevgaard) ist ein Ort in der Gemeinde Harrislee. Der südliche Teil der Siedlung gehört zu Flensburg-Friesischer Berg.

## Lage
Harrisleehof liegt am Ochsenweg, südlich, etwas abseits vom Ort Harrislee, direkt an der Gemeindegrenze zu Flensburg. Direkt westlich von Harrisleehof liegt das Stiftungsland Schäferhaus und östlich die zu Flensburg gehörige Marienhölzung. Der südliche Teil der Siedlung gehört schon zum Stadtteil Friesischer Berg. In südlicher Nachbarschaft zu Harrisleehof liegen Schäferhaus und Magdalenenhof. Über den Ochsenweg und den anschließenden Straßen sind sowohl der Stadtteil Weiche sowie die etwa 4,5 km entfernte Flensburger Innenstadt erreichbar. Direkt bei Harrisleehof liegt „die Snaff“, ein kleiner Bach. Direkt neben dem besagten Bachlauf befindet sich zudem ein kleiner Teich.

## Geschichte
Das Alter des kleinen Ortes Harrisleehof ist unklar. Doch ein altes Hügelgrab bezeugt zumindest, dass schon vor Jahrhunderten in diesem Gebiet Menschen lebten (Lage). Das offensichtlich namensgebende kleine Dorf Harrislee ist seit dem 14. Jahrhundert belegt. Im 18. Jahrhundert standen bei Harrisleehof noch die Flensburger Grenzsteine 46 bis 49, welche die Grenze zu Flensburg markierten, die jedoch heute nicht mehr auffindbar sind.
Bei Harrisleehof befindet sich seit vielen Jahrzehnten ein landwirtschaftlicher Betrieb. der sich offenbar seit Generationen im Besitz der Familie Jessen befindet. Seit 1856 befand sich zudem direkt westlich des Hofes eine Ziegelei (Lage), die kalkhaltigen Lehm zu gelben Ziegeln verarbeitete. Seit dem Mittelalter hatte die Backsteinproduktion an der Flensburger Förde an Bedeutung gewonnen, sodass in der Blütezeit mehr als 70 Ziegeleien existierten. Im Gemeindegebiet von Harrislee existierten Ziegeleien in Wassersleben, Karlsberg, rundum Harrisleefeld sowie am Ochsenweg bei Harrisleehof. Die besagte „Ziegelei am Ochsenweg“ soll sich Anfang des 20. Jahrhunderts im Übrigen ebenfalls im Besitz der Familie Jessen befunden haben. Auf Landkarten der Gegend ist der Ort Harrisleehof spätestens seit den 1920er Jahren verzeichnet, als er schon aus mehr als 10 Gebäuden bestand.
Harrisleehof gehörte ursprünglich zur Kirchengemeinde Handewitt. Ein in der Handewitter Kirche hängender Kronleuchter erinnert noch heute daran. An diesem ersten Kronleuchter vor dem Chor der Kirche ist die folgende Inschrift angebracht: „H. Mahler auf Harrisleehof, Weihnachten 1894 Ich bin das Licht der Welt“. Im 20. Jahrhundert änderte sich die kirchliche Zugehörigkeit von Harrisleehof, seit 1928 besitzt Harrislee die Versöhnungskirche.
Zum Ende des Krieges waren sehr viele Flüchtlinge und Heimatvertriebene in den Flensburger Raum gezogen (vgl. Einwohnerentwicklung von Flensburg). Auch die Gemeinde Harrislee war betroffen, so dass viele Harrisleer einen Teil ihres Wohnraumes zwangsweise zur Verfügung stellen mussten. Zudem wurden behelfsmäßige Flüchtlingslager eingerichtet. Unter anderem wurde ein „Flüchtlingslager Harrislee-Hof“ eingerichtet, das offenbar etwas größer war, denn bis 1950 besaß es eigene Lagerschule. 1950 wurden die Flüchtlingskinder auf die Schule am Holmberg (Lage) geschickt. Das Lager dürfte irgendwann in den 1950er Jahren geschlossen worden sein, da bis dahin genügend neuer Wohnraum in Harrislee geschaffen wurde.
Im Jahr 1970 wurde die „Ziegelei am Ochsenweg“ geschlossen. Noch im selben Jahr wurden die Werksanlagen, eine Villa, die als Wohnsitz des Ziegelmeisters diente sowie die zugehörigen Arbeiterhäuser abgerissen. Als letzte wurde, am 25. November 1970, der Schornstein der Zieglei abgebrochen. Die Fläche an der Ecke Ochsenweg und Harrisleer Umgehungsstraße, wo der Ton für die Ziegel abgebaut wurde, diente später zunächst als Kohle-Reservelager für Krisenzeiten der Flensburger Stadtwerke.

## In heutiger Zeit

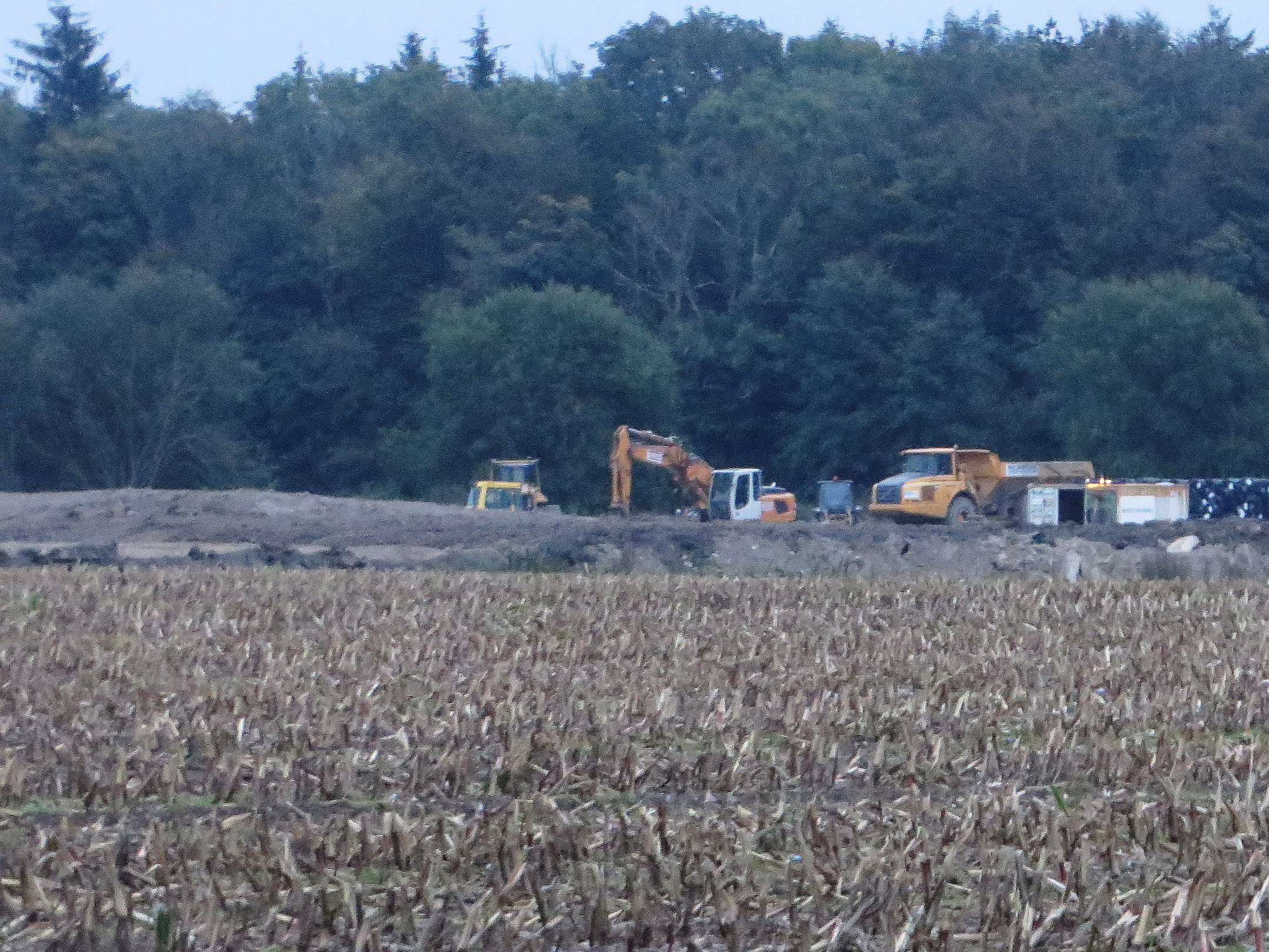
Einrichtung der Deponie Harrisleehof, am Rand der Marienhölzung, September 2014

2014/15 entstand auf dem Gelände die „Deponie Harrisleehof“, für schwach belasteten Bauschutt (ohne Asbest) aus den Kreisen Nordfriesland, Schleswig-Flensburg sowie der Stadt Flensburg. Die Bodendeponie ist auf eine Betriebsdauer von 30 Jahren ausgelegt. Am Ende dieser Zeit wird auf dem ungefähr vier Hektar großen Gelände ein Hügel aus eine Million Tonnen Bauschutt entstanden sein, der als begrünter Hügel die Landschaft mitgestalten wird. Der Betreiber der Deponie wird die Nachsorge für weitere drei Jahrzehnte sicherstellen, dazu wurde eine Kaution in Form einer Bankbürgschaft hinterlegt. Das Wasser das aus dem Deponieboden abläuft, wird während des gesamten Zeitraums analysiert und, wenn es unbelastet ist, nach Durchlauf eines Vorfluters in Abwasserleitungen oder Bächen entsorgt.
Der Ort Harrisleehof besteht heute aus mehr als 20 Gebäuden. Für diese Häuser wurden auf der Harrisleer Seite offenbar lediglich die Hausnummer Ochsenweg 1 bis 4 vergeben. Der landwirtschaftliche Betrieb von Harrisleehof, mit zugehöriger Viehzucht und Milchwirtschaft, im Ochsenweg Nr. 1, gehört noch weiterhin den Jessens. Die Hausnummern 2, 3 und 4 dienten den Häusern, die an der Straße liegen, die früher zur Ziegelei führte. Die Adresse Ochsenweg ist offenbar nicht mehr für diesen Harrisleer Bereich des Ochsenweges im Gebrauch. Die höheren Adressen des Harrisleer Abschnittes des Ochsenweges liegen weiter nördlich. Im Flensburger Bereich der Siedlung wurden lediglich die Nummern 300 und 302 vergeben. Unter der Adresse Ochsenweg 302 sind offenbar beispielsweise ein Pokalvertrieb. wie auch Bauunternehmen zu finden. Die Adresse Ochsenweg 301 liegt weiter südlich, schon am Rand von Schäferhaus (Lage).